# Catherine Griefenow-Mewis
Catherine Griefenow-Mewis (geb. Mewis; * 10. Februar 1941 in Stockholm) ist eine deutsche Afrikanistin, die insbesondere zu den kuschitischen Sprachen arbeitete. Sie lehrte als Privatdozentin und Lektorin an der Humboldt-Universität zu Berlin.

## Leben und Werk
Als Tochter von Karl Mewis und Luise Mewis geb. Dahlem († 1957) wurde sie in Stockholm geboren, wo die Eltern sich konspirativ (KPD-Landesleitung in Schweden) für die KPD aufhielten. Ihr Vater wurde 1946 kurzzeitig und von 1950 bis 1961 Erster Parteisekretär der SED von Mecklenburg bzw. im Bezirk Rostock, so dass Catherine in Rostock zur Schule ging und das Abitur 1958 an der 1. EOS Rostock ablegte. Sie studierte an der Humboldt-Universität zu Berlin am Institut für Afrikanistik, u. a. bei Hildegard Höftmann. Im Jahr 1965 legte sie das Diplom ab, 1970 die Promotion und 1981 die Habilitation. Von 1967 bis 1971 lebte sie in Kairo, erst als Dozentin an der Universität, dann als Lektorin am Informations- und Kulturzentrum der DDR, das noch vor der Aufnahme der diplomatischen Beziehungen mit Ägypten 1969 eingerichtet worden war. Von 1971 an war sie Dozentin an der Humboldt-Universität Berlin, ab 1990 lehrte sie dort als Privatdozentin und Lektorin bis 2006.
Durch Heirat änderte sich mehrfach ihr Name: erst vor 1961 zu Catherine Haacke, dann heiratete sie 1976 Mohamed Nabil El Solami (El-Solami-Mewis), der 1987 verstarb, im Januar 1990 Wolfgang Griefenow. Aus den ersten beiden Ehen gingen mehrere Kinder hervor, darunter die Islamwissenschaftlerin Riem Spielhaus.
Sie erforschte mehrere afrikanische Sprachen, insbesondere kuschitische sowie omotische Sprachen aus der Familie der afroasiatischen Sprachen, und verfasste Lehrbücher für Somali und Oromo (alter Name „Galla“). Besonders mit den Sprachen in Äthiopien befasste sie sich auch über linguistische Aspekte hinaus.

## Schriften
- Catherine Haacke: Die Konjunktionen im Galla: eine syntaktisch-semantische Analyse. Dissertation, 1970.
- Grammatische Probleme des Somali und ihre methodische Umsetzung in einem Elementarkurs. Habilitationsschrift, Berlin 1981.
- Lehrbuch des Somali. Leipzig 1987.
- mit Ulrich van der Heyden: Zwischen Klassenkampf und neuem Denken, LIT, Münster 1993
- Lehrbuch des Oromo (Afrikawissenschaftliche Lehrbücher, Band 6), Köppe, Köln 1994, ISBN 3-927620-05-X.
- mit Tamene Bitima: A Grammatical Sketch of Written Oromo (Grammatical Analyses of African Languages, vol. 16). 2001[6]
- Oromo Oral Poetry Seen from Within, 2004
- (Hrsg.): Afrikanische Horizonte. Studien zu Sprachen, Kulturen und zur Geschichte. Festschrift für Hildegard Höftmann. Harrassowitz, Berlin 2007, ISBN 978-3-447-05601-4
- On Results of the Reform in Ethiopia’s Language and Education Policies (Asien- und Afrikastudien der Humboldt-Universität zu Berlin, Band 32). Harrassowitz 2009, ISBN 978-3-447-05884-1.